# ヴォルィーニ
ヴォルィーニ、ヴォリーニ（ウクライナ語: Волинь、ベラルーシ語: Валынь）は、西ウクライナにある歴史的地名である。東のプリピャチ川と西のブーフ川の間に位置し、北のポリーシャと南のガリツィア・ポジーリャに接している。
現在ウクライナのヴォルィーニ州とリウネ州と全地域、ジトーミル州の西部、テルノーピリ州とフメリニツキー州の北部を占めている。たまに、ベラルーシのブレスト州の南部とルブリン県の西部が含まれることもある。ラテン語風にロドメリアともよばれる。

## 歴史
- 2世紀－3世紀：ゴート族の支配下に置かれる。
- 5世紀：スラヴ人が登場する。
- 7世紀‐9世紀：東スラヴ人に属するヴォルィニャーヌィ族、ドゥリーブィ族、グジャーヌィ族の居住地となる。ヴォルィニャーヌィ族の中央都市ヴォルィーニが創立される。
- 10世紀：キエフ・ルーシの領土となる。政治的中心はヴォロディームィル城に移される。
- 11世紀末：キエフ・ルーシの分国としてヴォルィーニ公国が成立する。
- 1170年：ロマン・ムスティスラーヴィチがヴォルィーニ公国の君主となる。
- 1199年：ロマン・ムスティスラーヴィチがハールィチ公国を併合させ、ハールィチ・ヴォルィーニ大公国を創立する。
- 1241年：ハールィチ・ヴォルィーニ大公国がモンゴル軍によって略奪され、ジョーチ・ウルスの属国となる。
- 13世紀：ヴォルィーニの中心はルーツィクに移される。
- 1349年：ハールィチ・ヴォルィーニ大公国で大公朝が絶えたため、ハールィチ・ヴォルィーニ戦争が起き、隣国の間で分割される。ヴォルィーニはリトアニア大公国の領土となる。
- 14世紀‐15世紀：リトアニア大公国内でのヴォルィーニはルーシ人の政治的・文化的中心となる。
- 16世紀：オストログスキ家やヴィシュネヴェーツィクィイ家などのルーシの貴族の活躍によりヴォルィーニはリトアニア大公国の最も豊かな地域となる。
- 1569年：ルブリン合同によりポーランド・リトアニア共和国が成立し、ヴォルィーニはポーランド王冠領となり、ヴォルィーニ県が設置される。県庁はルーツィクに置かれる。
- 1648年‐1657年：フメリニツキーの乱によりヴォルィーニは度々ウクライナ・コサック、ポーランド軍、モスクワ大公国軍によって略奪される。
- 17世紀後半‐18世紀：ヴォルィーニは次第に衰退していく。
- 1793年：ポーランド・リトアニア連合の分割により、ヴォルィーニはロシア帝国の領土となる。ヴォルィーニ県はイジャスラヴ代官府に改名される。
- 1795年：イジャスラヴ代官府はヴォルィーニ代官府に改名される。ノヴォフラード＝ヴォルィーニシクィイは代官府の中央都市となる。
- 1797年：ヴォルィーニ代官府はヴォルィーニ県に改名され、県庁所在地はジトーミルに置かれる。
- 19世紀：ロシア帝国支配下のヴォルィーニはヨーロッパの未発展の地域の一つとなる。
- 1917年：ヴォルィーニはウクライナ人民共和国の領土となる。ヴォルィーニ州が設立される。州庁所在地はルーツィクに置かれる。
- 1920年：ウクライナ人民共和国はソビエト政権に滅ぼされ、ポーランド・ソビエト平和条約によってヴォルィーニは両国に分割される。ポーランド側の西部はヴォルィーニ県となり、ソビエト側の東部はジトーミル州の一部となった。
- 1939年：独ソ不可侵条約によりソビエトは東ポーランドに攻め入り、ヴォルィーニを復帰させる。12月4日にジトーミル州の西部と新しく併合した領土にヴォルィーニ州とリウネ州が設置される。両州はウクライナ・ソビエト社会主義共和国に入る。
- 1941年‐1943年：ヴォルィーニはドイツの占領下におかれ、ウクライナ帝国委員部の一部となる。
- 1991年：ウクライナは独立し、ヴォルィーニ州とリウネ州が設立される。